# Un brivido di piacere
Un brivido di piacere è un film del 1978 diretto da Angelo Pannacciò.

## Trama
Claudia, una giovane donna dall’aspetto affascinante, si trasferisce in un elegante appartamento in una città misteriosa. Qui, si ritrova coinvolta in una serie di eventi inquietanti e sensuali che la spingono a confrontarsi con il suo passato oscuro e con un misterioso uomo di nome Marco. Tra visioni ambigue e situazioni pericolose, Claudia si trova a dover distinguere tra piacere e pericolo, mentre la sua realtà si intreccia con segreti e desideri nascosti.